# Bifrost
En la mitologia escandinava Bifrost (en norrè Bifrǫst o Bilrǫst) és el pont de l'arc de sant Martí que comunica Asgard amb Midgard i Esvartalfheim. Només els déus poden travessar-lo. El déu Heimdal·le s'encarrega que sigui així.

## Referències

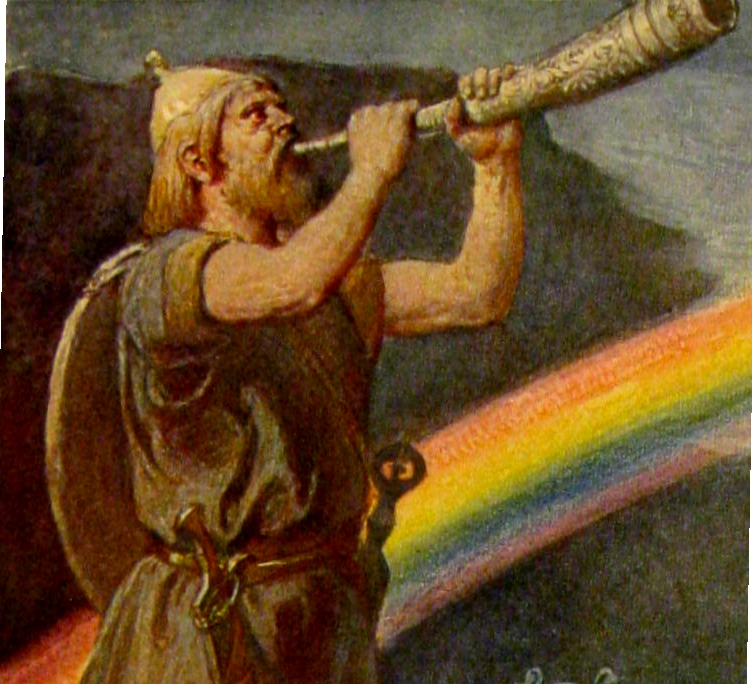
Heimdall i el Bifrost